# 굴덴

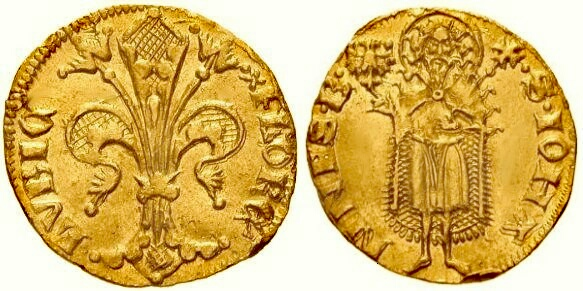

굴덴(독일어: Gulden, 영어: Guilder 길더[*])은 독일어권의 금화 단위다. 신성로마제국에서 13세기에 이탈리아의 플로린을 사용했기에 굴덴과 플로린은 사실상 동계통으로 사용된다.

## 같이 보기
- 폴란드 즈워티
- 헝가리 포린트